# Kastrát

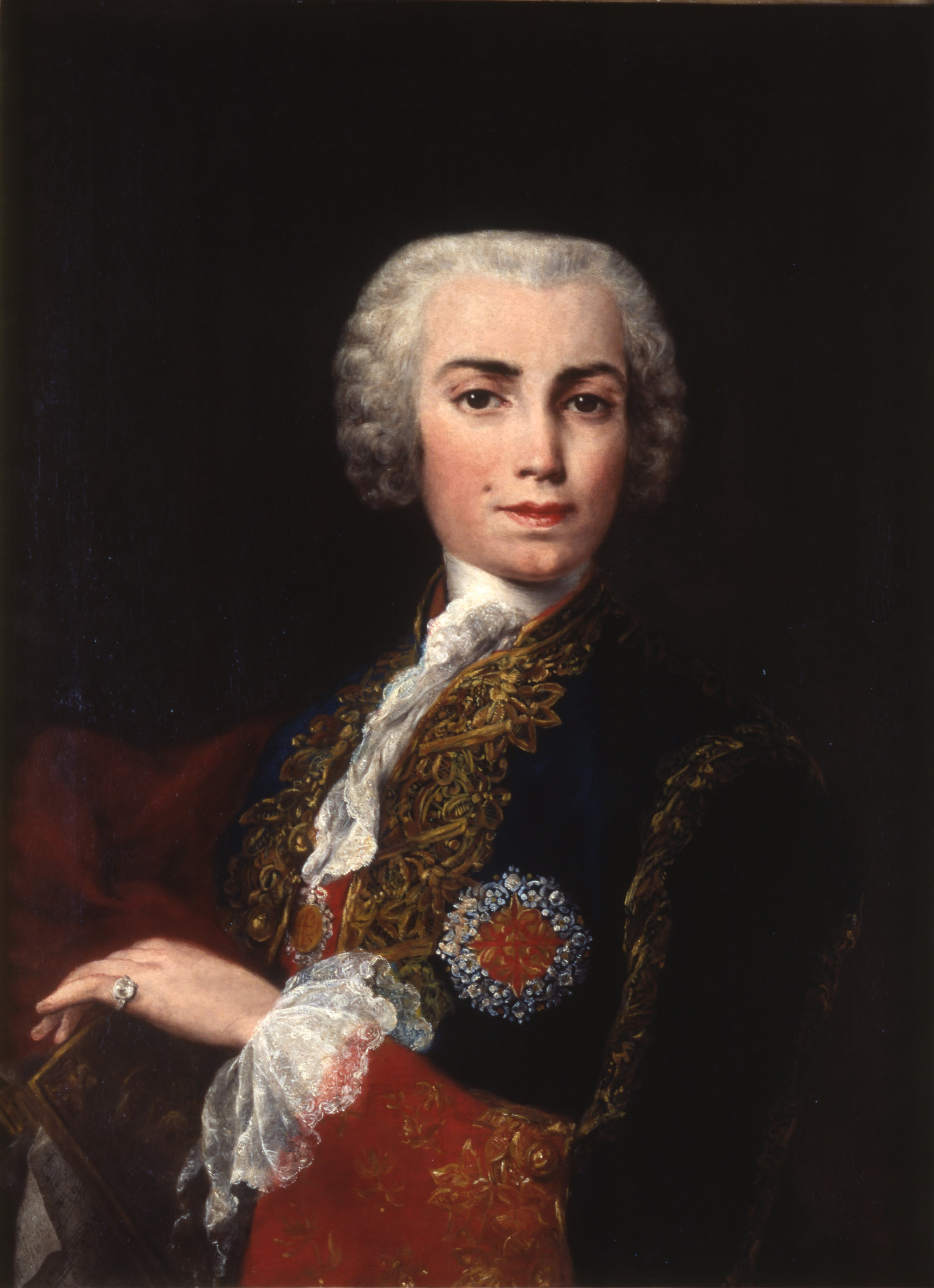
Portrét Carla Marii Broschiho, zvaného Farinelli, jenž patřil mezi nejslavnější zpěváky-kastráty. Malba pochází od přítele Jacopo Amigoniho z roku 1750 a nachází se ve sbírkách Královské akademie múzických umění San Fernando v Madridu

Kastrát (italsky castrato) je označení fenoménu v hudební historii, kdy zpěváci z důvodu zachování vysokého pěveckého hlasu i v dospělosti podstoupili proces kastrace před dovršením puberty.
S pohlavní dospělostí totiž u mužů stejně jako u žen dochází k hlasové mutaci, přičemž v případě mužů jsou projevy daleko zřetelnější a jsou doprovázeny výraznými změnami barvy tónu a rozsahu hlasu.
V Itálii ročně podstoupilo kastraci mnoho chlapců, ovšem pouze část jich našla uplatnění jako zpěvák.
Jejich hlavní využití bylo v chrámových sborech, kde nesměly zpívat ženy, a proto ženské hlasy zpívali kastráti.

## Evropská klasická tradice
Kastráti se poprvé objevili v Itálii v polovině 16. století, ačkoli termíny, jimiž byli označováni, nebyly zpočátku vždy jednoznačné. Výraz soprano maschio (mužský soprán), který mohl rovněž označovat falcetistu, se objevuje v Due Dialoghi della Musica (Dva dialogy o hudbě) Luigiho Dentice, oratoriánského kněze, vydaných v Římě roku 1553. Dne 9. listopadu 1555 napsal kardinál Ippolito II. d'Este (známý jako stavitel vily d’Este v Tivoli) Guglielmovi Gonzagovi, vévodovi z Mantovy (1538–1587), že slyšel, že se vévoda zajímá o jeho cantoretti (malé zpěváčky), a nabídl mu, že mu pošle dva, aby si mohl jednoho vybrat do své vlastní služby. Tento výraz je málo používaný, ale pravděpodobně se vztahuje ke kastrátům. Kardinálův synovec, Alfonso II. d’Este, vévoda z Ferrary, byl dalším raným nadšencem a v roce 1556 se na kastráty dotazoval. V Sixtinské kapli byli kastráti s jistotou již v roce 1558, i když tak tehdy nebyli výslovně označováni: dne 27. dubna toho roku byl přijat Hernando Bustamante, Španěl z Palencie (první, kteří byli ve sboru Sixtinské kaple výslovně označeni jako kastráti, byli Pietro Paolo Folignato a Girolamo Rossini, přijatí roku 1599). Překvapivě, vzhledem k pozdějšímu francouzskému odporu ke kastrátům, tito zpěváci existovali v té době i ve Francii, byli známi v Paříži, Orléansu, Pikardii a Normandii, i když jich nebylo mnoho: samotný francouzský král měl problém je získat. Do roku 1574 byli kastráti i na dvoře vévody v Mnichově, kde působil jako Kapellmeister (hudební ředitel) slavný Orlando di Lasso. V roce 1589 reorganizoval papež Sixtus V. bulou Cum pro nostro pastorali munere sbor v chrámu sv. Petra v Římě, aby do něj byli výslovně zařazeni kastráti.
Tímto způsobem kastráti nahradili chlapce (jejichž hlasy se zlomily již po několika letech) i falcetisty (jejichž hlasy byly slabší a méně spolehlivé) v nejvyšších hlasových linkách sborů. Ženám byl zpěv zakázán na základě Pavlova výroku mulieres in ecclesiis taceant („ženy ať v církvi mlčí“; viz 1. list Korintským, kap. 14, verš 34).
O italských kastrátech se často tradovalo, že se dožívají neobvykle dlouhého věku, ale studie z roku 1993 zjistila, že jejich délka života byla průměrná.

## Významní kastráti
- Giovanni Bacchini ("Bacchino")
- Loreto Vittori (1604–1670)
- Baldassare Ferri (1610–1680)
- Atto Melani (1626–1714)
- Giuseppe Panici (1634–1702)[4]

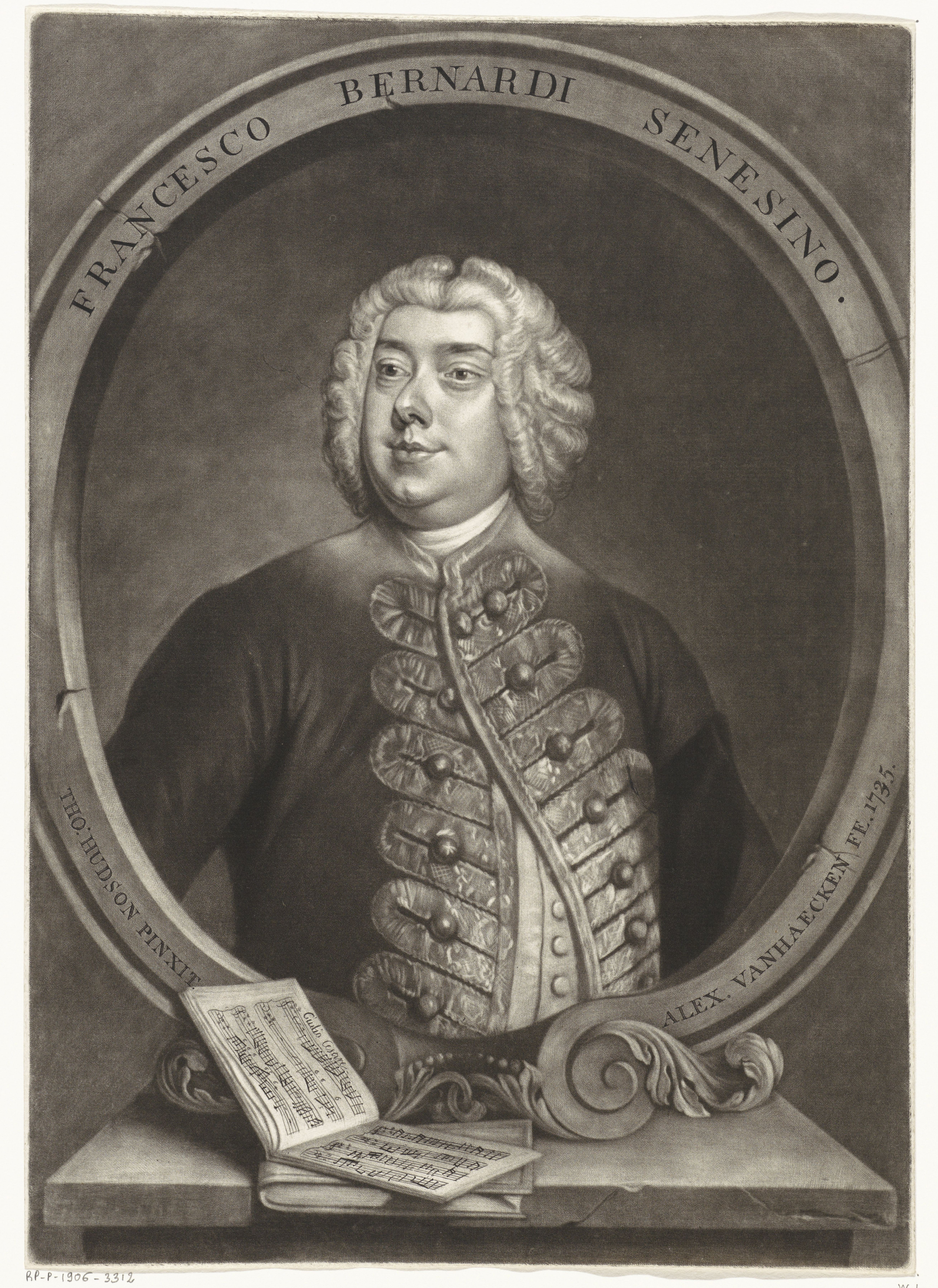
Francesco Bernardi známý jako "Senesino"

- Giovanni Grossi ("Siface") (1653–1697)
- Pier Francesco Tosi (1654–1732)
- Francesco Pistocchi ("Pistocchino") (1659–1726)
- Matteo Sassano ("Mateuccio") (1667–1737)
- Nicolo Grimaldi ("Nicolini") (1673–1732)
- Antonio Bernacchi (1685–1756)
- Francesco Bernardi ("Senesino") (1686–1758)
- Valentino Urbani ("Valentini") (1690–1722)
- Giacinto Fontana ("Farfallino") (1692–1739)
- Giovanni Carestini ("Cusanino") (asi 1704– asi 1760)
- Carlo Broschi ("Farinelli") (1705–1782)
- Domenico Annibali ("Domenichino") (1705–1779)
- Gaetano Majorano ("Caffarelli") (1710–1783)
- Felice Salimbeni (1712–1752)
- Giaocchino Conti ("Gizziello") (1714–1761)
- Mariano Nicolini ("Marianino") (asi 1715–1758)
- Giovanni Manzuoli (1720–1782)
- Gaetano Guadagni (1725–1792)
- Antonio Albanese (1729 or 1731–1800)
- Silvio Giorgetti (1733– asi 1802)
- Giusto Fernando Tenducci (asi 1736–1790)
- Giuseppe Millico ("Il Muscovita") (1737–1802)
- Gasparo Pacchierotti (1740–1821)
- Venanzio Rauzzini (1746–1810)
- Luigi Marchesi ("Marchesini") (1754–1829)
- Vincenzo dal Prato (1756–1828)
- Girolamo Crescentini (1762–1848)
- Giovanni Battista "Giambattista" Velluti (1781–1861)
- Domenico Mustafà (1829–1912)
- Domenico Salvatori (1855–1909)
- Alessandro Moreschi (1858–1922), zpěvák sboru Sixtinské kaple, jediný, jehož nahrávka hlasu byla zvukově zaznamenána